# Château de Pouzilhac
Le Château de Pouzilhac se situe sur la commune de Pouzilhac dans le département français du Gard en région Occitanie.

## Historique
La construction du château a débuté au XIIe siècle et s'est terminée au XIXe siècle.

## Statut patrimonial
Le château fait l'objet d'une inscription au titre des monuments historiques depuis le 15 janvier 1998. 

## Architecture

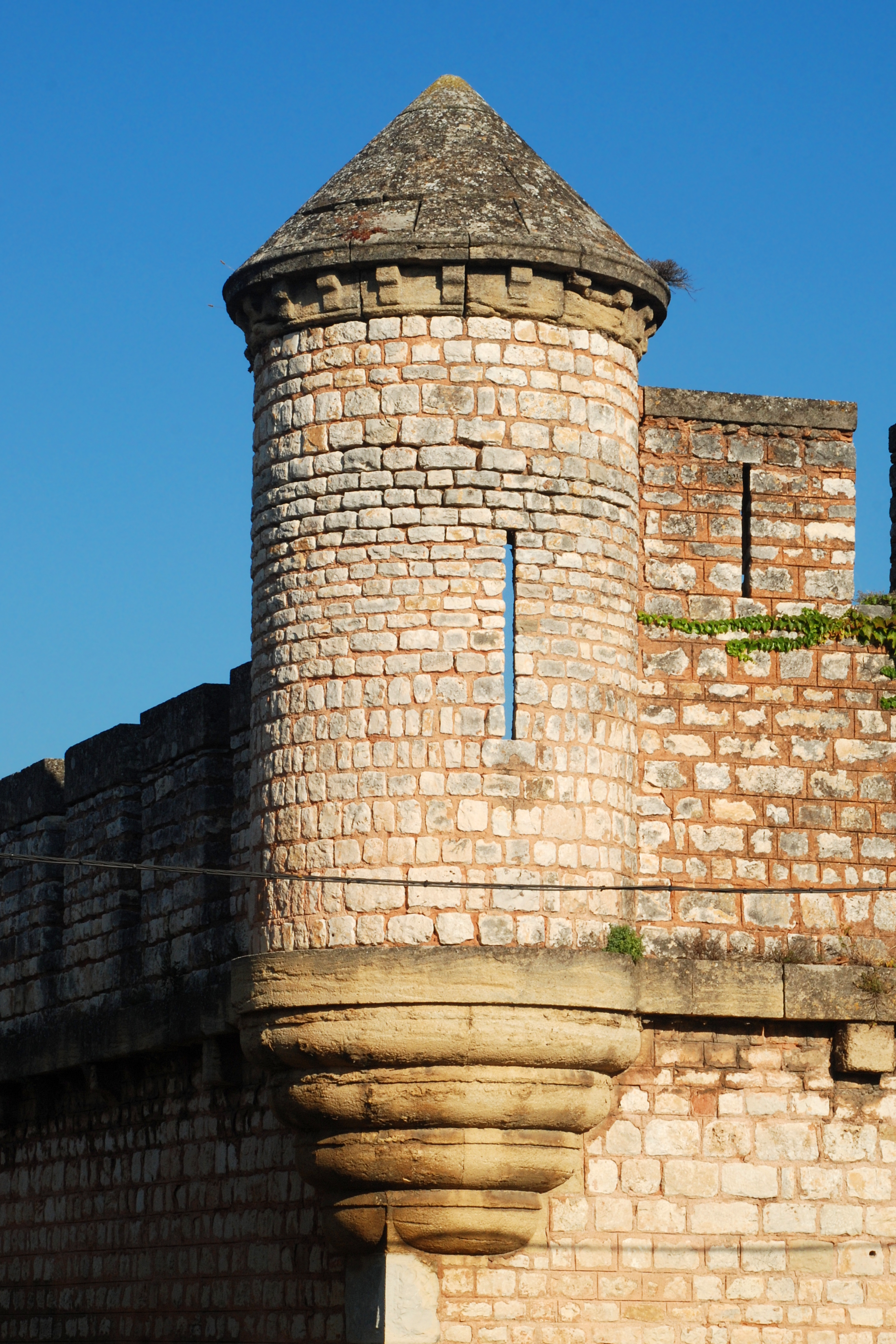
Échauguette.
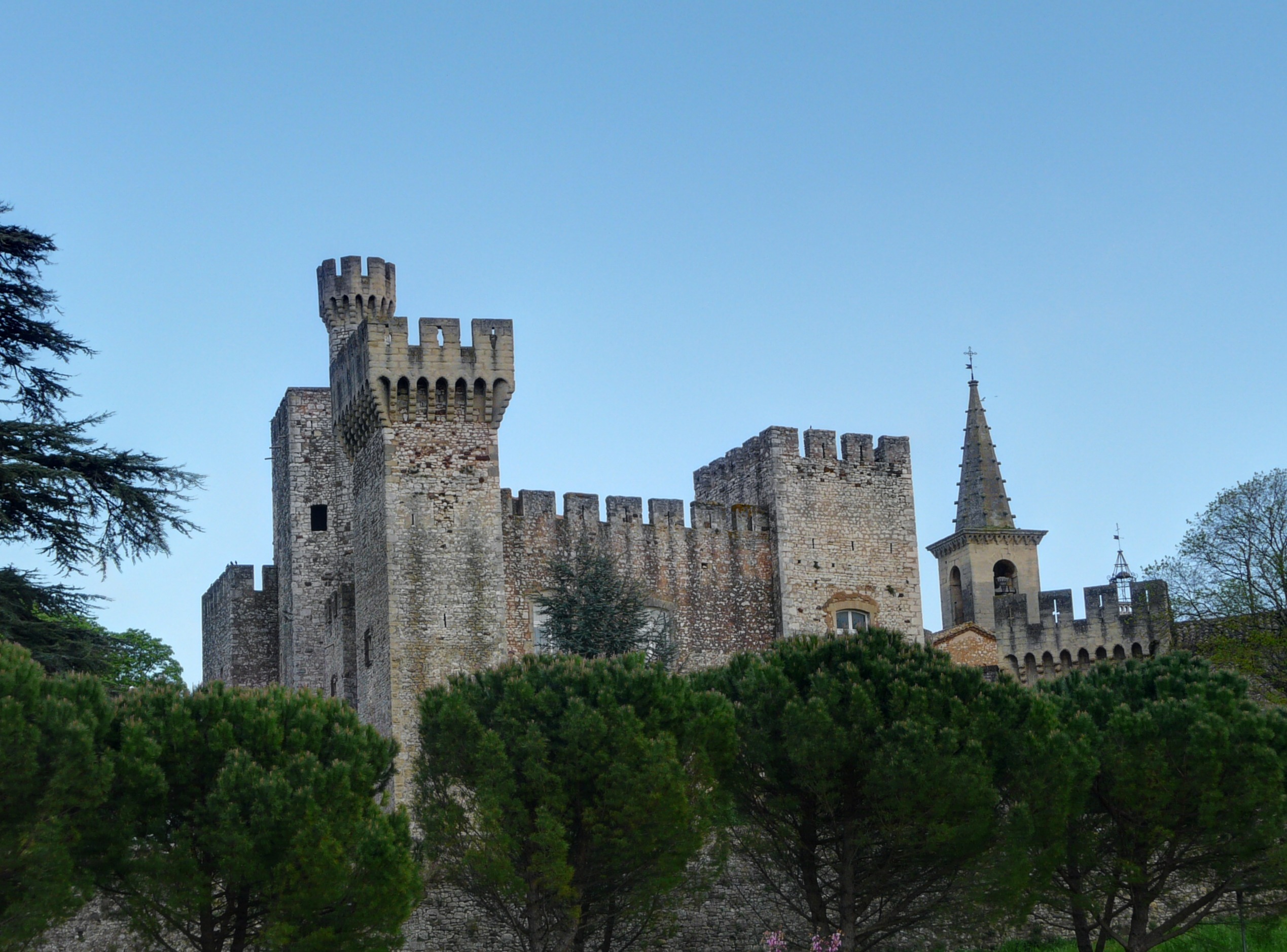
Château et église de Pouzilhac.
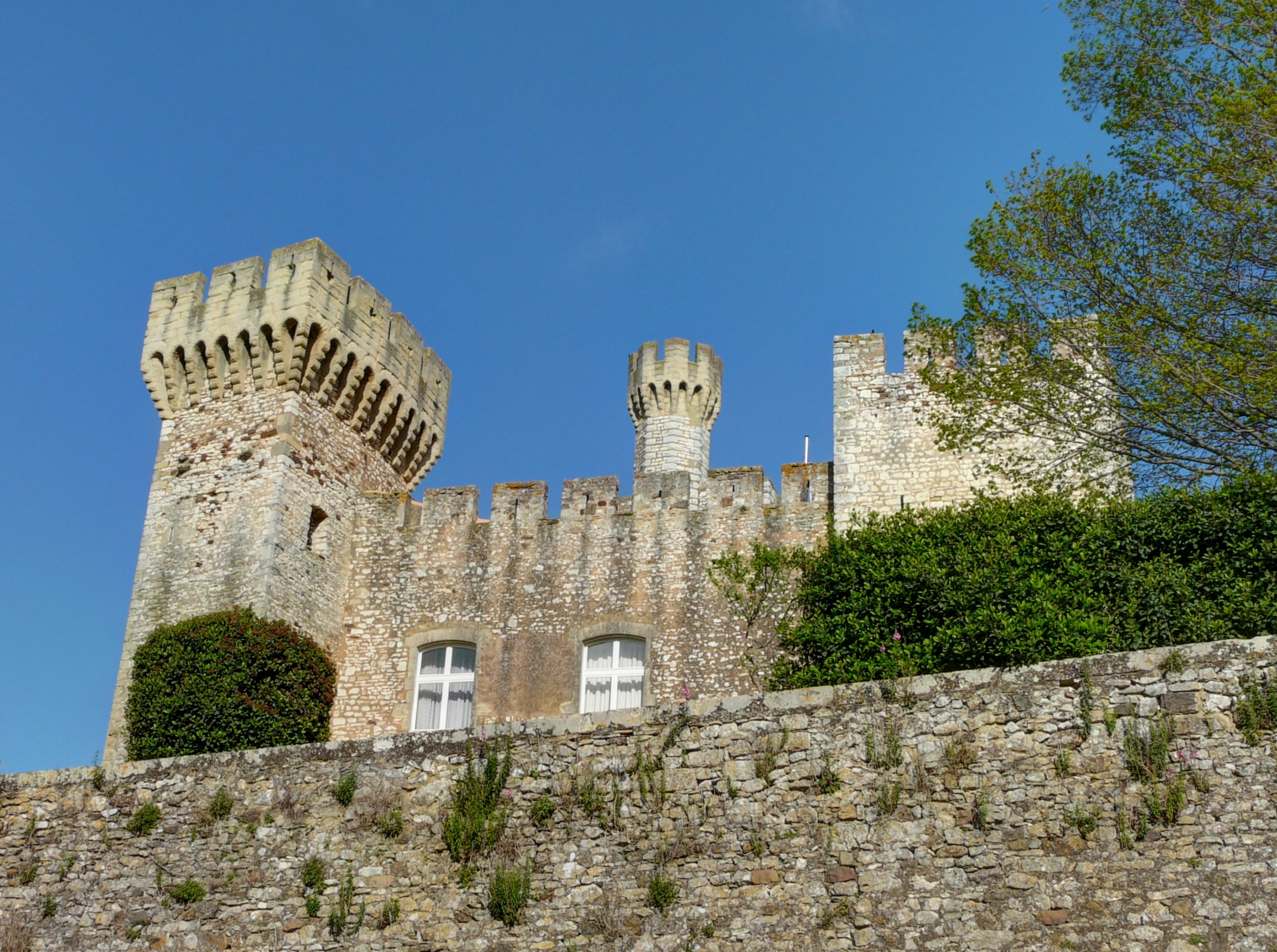
Château de Pouzilhac.